# Бошан, Джон, 1-й барон Бошан из Уорика
Джон де Бошан (англ. John de Beauchamp; приблизительно 1315 — 2 декабря 1360) — английский аристократ, 1-й барон Бошан из Уорика с 1350 года, участник Столетней войны. Рыцарь ордена Подвязки.

## Биография
Джон де Бошан был вторым сыном Ги де Бошана, 10-го графа Уорика, и Элис де Тосни. Он участвовал во многих кампаниях Столетней войны: в 1338 году сражался во Фландрии, в 1340 — при Слейсе, в битве при Креси в 1346 году нёс королевское знамя. Бошан был в составе армии, осаждавшей Кале, и в 1348 году стал капитаном этого города. Тогда же он стал рыцарем-баннеретом с пенсионом в 140 фунтов стерлингов и одним из рыцарей-основателей ордена Подвязки.
Начиная с 1350 года сэра Джона вызывали в парламент как лорда Бошана. Поэтому он считается 1-м бароном Бошан из Уорика. В 1351 году Джон попал в плен к французам; вскоре он получил свободу, стал лордом-адмиралом, комендантом Тауэра, а в 1360 году — констеблем Дуврского замка и лордом-губернатором Пяти портов. Тело сэра Джона после его смерти было погребено в соборе Святого Павла в Лондоне.
Барон Бошан из Уорика не был женат и не оставил законного потомства, так что его титул исчез с его смертью.